# NGC 6464
NGC 6464 é uma galáxia espiral (Sc) localizada na direcção da constelação de Draco. Possui uma declinação de +60° 53' 51" e uma ascensão recta de 17 horas, 45 minutos e 47,6 segundos.
A galáxia NGC 6464 foi descoberta em 18 de Setembro de 1884 por Lewis A. Swift.